# Vivo (telecomunicazioni)
Vivo noto anche come Vivo Brazil, è un marchio di Telefônica Brasil, una controllata di Telefónica ed è la più grande compagnia di telecomunicazioni del Brasile. Ha sede nel quartiere Brooklin Novo di San Paolo.

## Storia
La società è stata originariamente creata come parte di Telebrás, all'epoca la compagnia statale di monopolio del settore delle telecomunicazioni. Nel 1998 Telebrás è stata scissa e privatizzata. Telefónica ha acquistato Telesp, la divisione di San Paolo, e l'ha rinominata Telefónica Brasil. Il 15 aprile 2012, tutti i servizi di Telefónica sono stati rinominati nuovamente in Vivo, utilizzando la stessa strategia di unificare tutti i servizi sotto un marchio unico, come Movistar (in America Latina e Spagna) e O2 (nel resto d'Europa).

### Società fuse per la creazione di Vivo
I seguenti operatori si sono fusi per formare Vivo:
Proprietà di Telefónica
- Telefónica Celular (Rio de Janeiro, Espírito Santo, Rio Grande do Sul)
- Telebahia Celular (Bahia)
- Telergipe Celular (Sergipe)
- Telesp linea fissa (São Paulo)

Proprietà di Portugal Telecom
- Telesp Celular (San Paolo)
- Global Telecom (Paraná, Santa Catarina)
- Norte Brasil Telecom (alias NBT) (Amazonas, Roraima, Pará, Amapá, Maranhão)

Acquisita dalla joint venture
- TCO Celular (Goiás, Distretto Federale, Acre, Tocantins, Mato Grosso, Mato Grosso do Sul)
- Telemig Celular (Minas Gerais)

Nuove operazioni nella regione del Nord-Est
- Vivo (Ceará, Alagoas, Rio Grande do Norte, Pernambuco, Paraíba, Piauí), dall'ottobre 2008

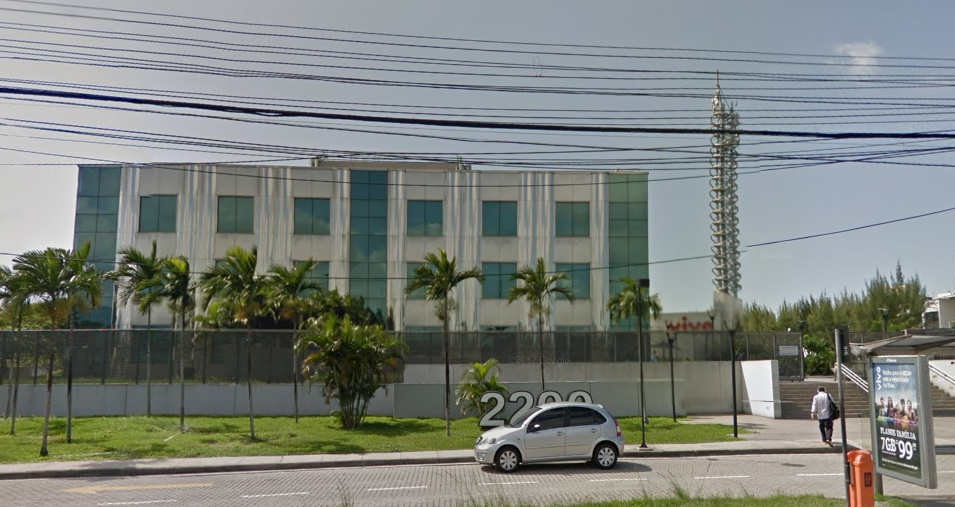
L'edificio di Vivo a Rio de Janeiro.

#### Brand di Vivo
Vivo possiede i seguenti marchi:

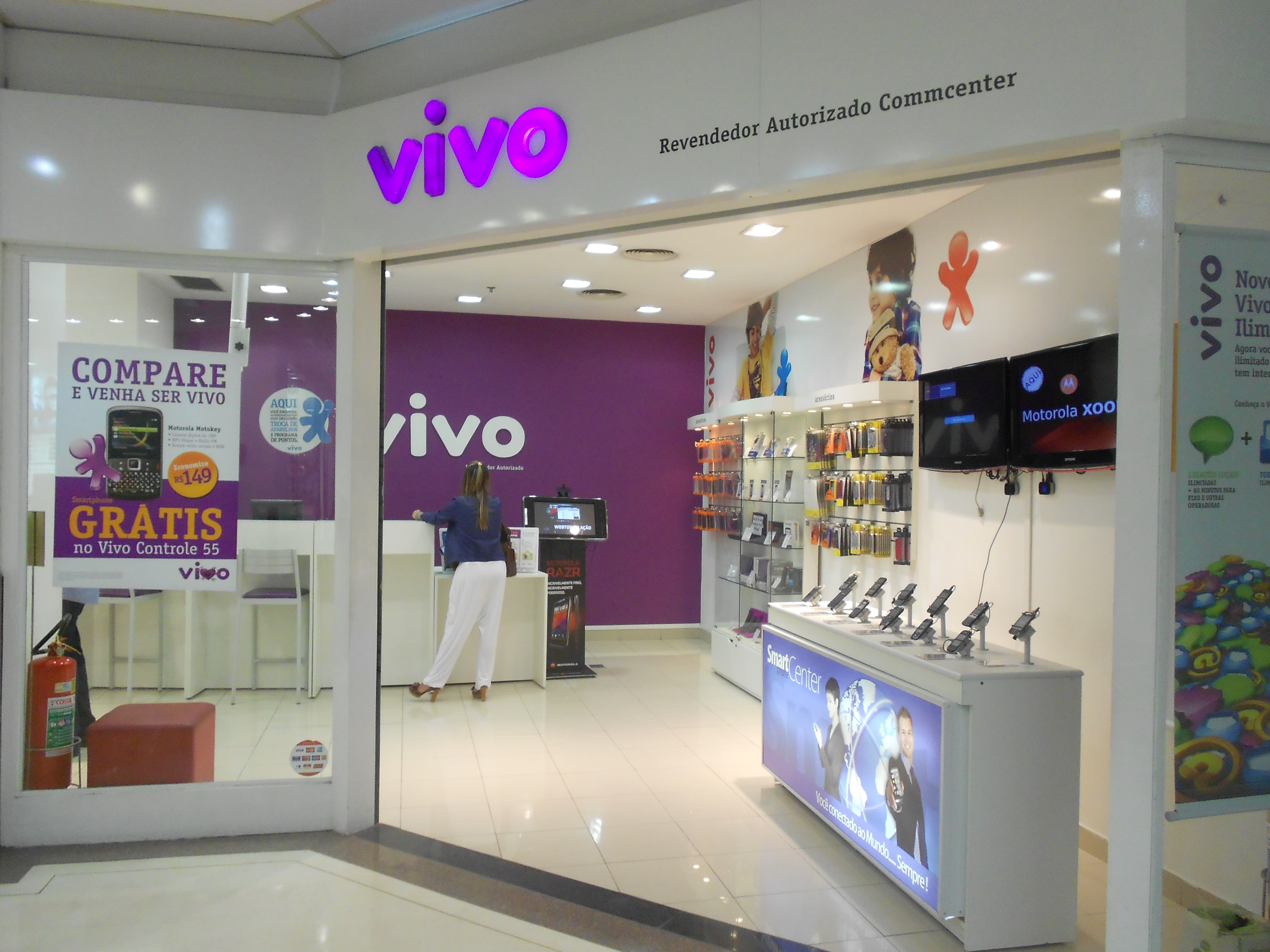
Negozio Vivo a Rio de Janeiro

- Vivo Móvel (servizio di telefonia mobile)
  - Vivo 4G (4G LTE)
  - Vivo 4G Plus (4G LTE Advanced Pro)
- Vivo Fixo (servizio di rete fissa, ex Telefônica)
  - Vivo Internet (ADSL a banda larga, ex Speedy)
  - Vivo Internet Plus (banda larga via cavo, ex Ajato e Vivo Speedy, in via di dismissione)
  - Vivo Fibra (FTTH a banda larga, a partire dall'ultimo quadrimestre 2020, +50% degli utenti della banda larga)
- Vivo TV (inizialmente televisione satellitare, DTH, ex Telefônica TV Digital)
  - 'Vivo TV (televisione satellitare)
  - Vivo TV Plus (televisione via cavo, ex TVA, dismessa dall'ultimo quadrimestre 2020)
  - Vivo TV Fibra (servizio televisivo tramite fibra FTTH)